# M548
Le M548 est un tracteur d'artillerie et de matériel aussi utilisable en véhicule de transport de troupes conçu au début des années 1960 et toujours en service dans les années 2010.

## Description
De fabrication américaine, il fut adopté par différentes armées dans le monde. Son châssis est celui du M113. Il est d'utilisation semblable au plus petit et plus connu bandvagn 206 mais ne dispose pas de remorque chenillée.

## Opérateurs militaires
- Canada
- Espagne En véhicule de logistique et en véhicule de minage, en quantité suffisante pour un champ de mines complet. La fourniture des munitions au M109 est par contre assurée par le M992.
- États-Unis : Remplacé par le M992 dans les années 1980.
- Israël
- Royaume-Uni Véhicule antiaérien Rapier de l'armée de terre britannique.
- Suisse L'armée suisse l'a utilisé sous les noms de véhicule chenillé de transport.(Raupentransportwagen 68) et véhicule chenillé de transport 88 (Raupentransportwagen 88)[1] en sus de sa version tracteur d'artillerie également en version transport de matériel et en particulier de caisses de munitions, notamment d'obus, destinés à la logistique de l'artillerie (obusier blindé M109 74, 88 et 88/95 Kawest et les chars M113 lance-mines 64 et 64/91), particulièrement en montagne. Il est alors équipé d'un treuil monte-charge sur rail. Il tend à être remplacé par des camions poids-lourds chargés de racks d'obus, déchargés ensuite par tracteur doté d'un prêt-à-monter élévateur. En 2005, l'armée suisse a modifié ses M548 pour les rendre compatibles avec les racks des camions, supprimant ainsi la grue. Ils deviennent des véhicules chenillés de transport 68/05 (Raupentransportwagen 68/05).  Les M546 suisses sont armés d'une mitrailleuse M2 de calibre 12,7 mm 1964. Le surnom de ce véhicule dans l'armée suisse est le munschnääg, suisse-allemand pour escargot à mun(itions).
- véhicule chenillé de transport 68: 68 véhicules de la série 1 reçu en 1968, en service de 1969 à 1980, et 160 autres avec la série 2 à partir de 1977, en service à partir de 1979. 
  - véhicule chenillé de transport 68/05: transformation de 119 véhicules des séries 1 et 2. Le treuil monte-charge a disparu et le pont accueille maintenant six palettes-armoires à obus déchargées par un élévateur à fourche 4x4. En service à partir de 2005.
- véhicule chenillé de transport 88: 58 véhicules de la série 5 reçus à partir de 1986, en service de 1990 à 2009.

## Galerie

Galerie avec paramètre perrow
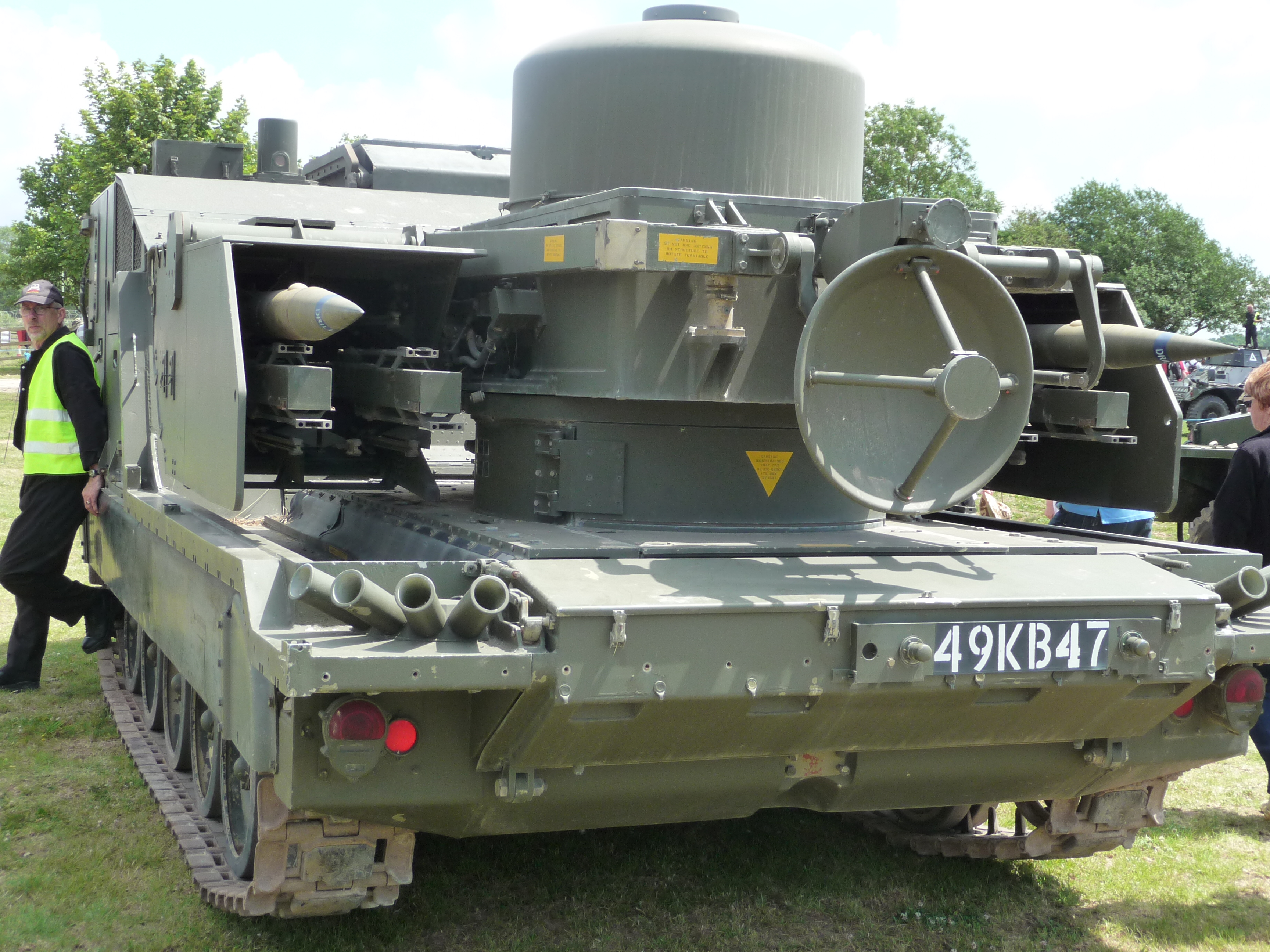
M548 lance-missiles Rapier de l'armée de terre britannique en 2009.
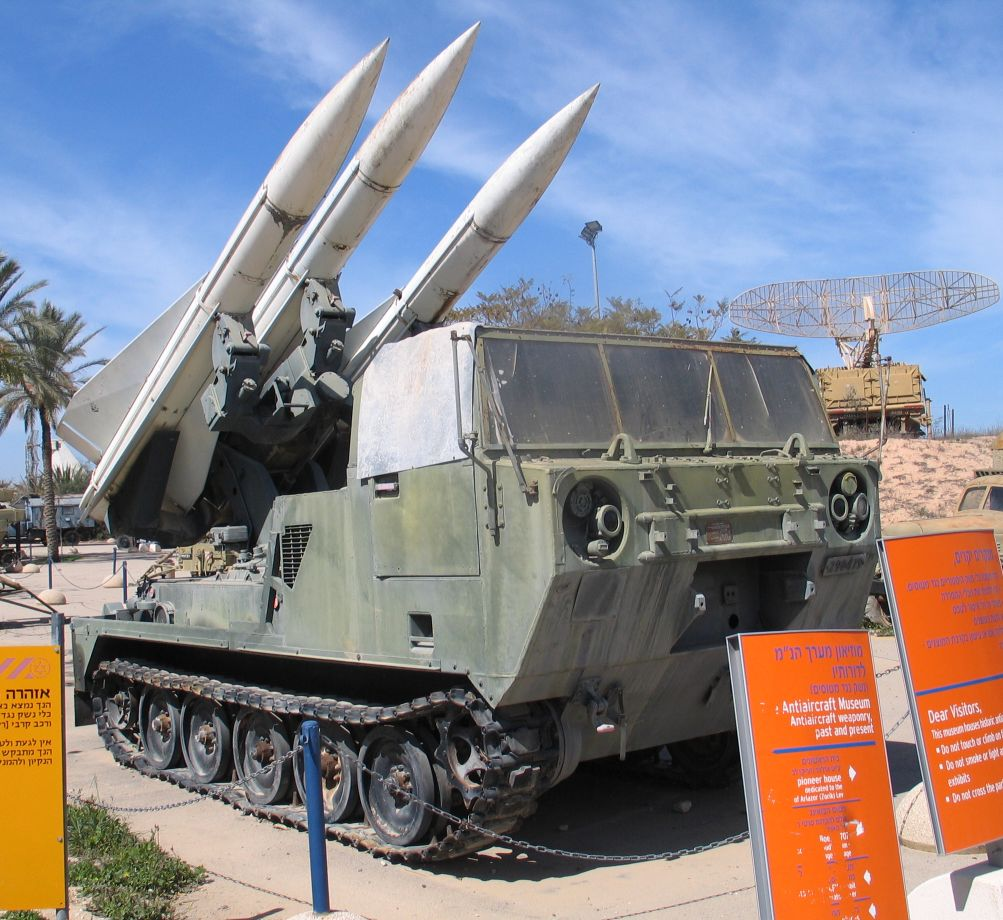
Missiles Hawk sur véhicule M548 dans un musée israélien.
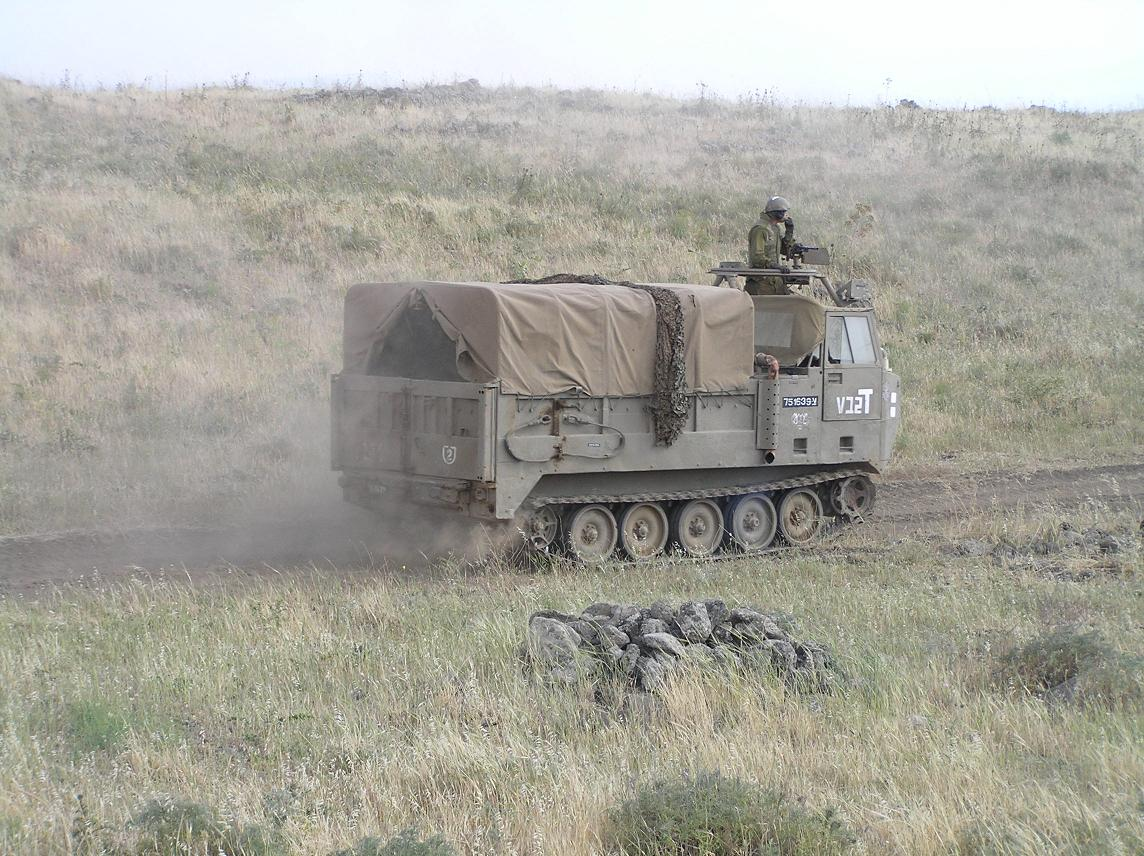
M548 israélien à l'entraînement.
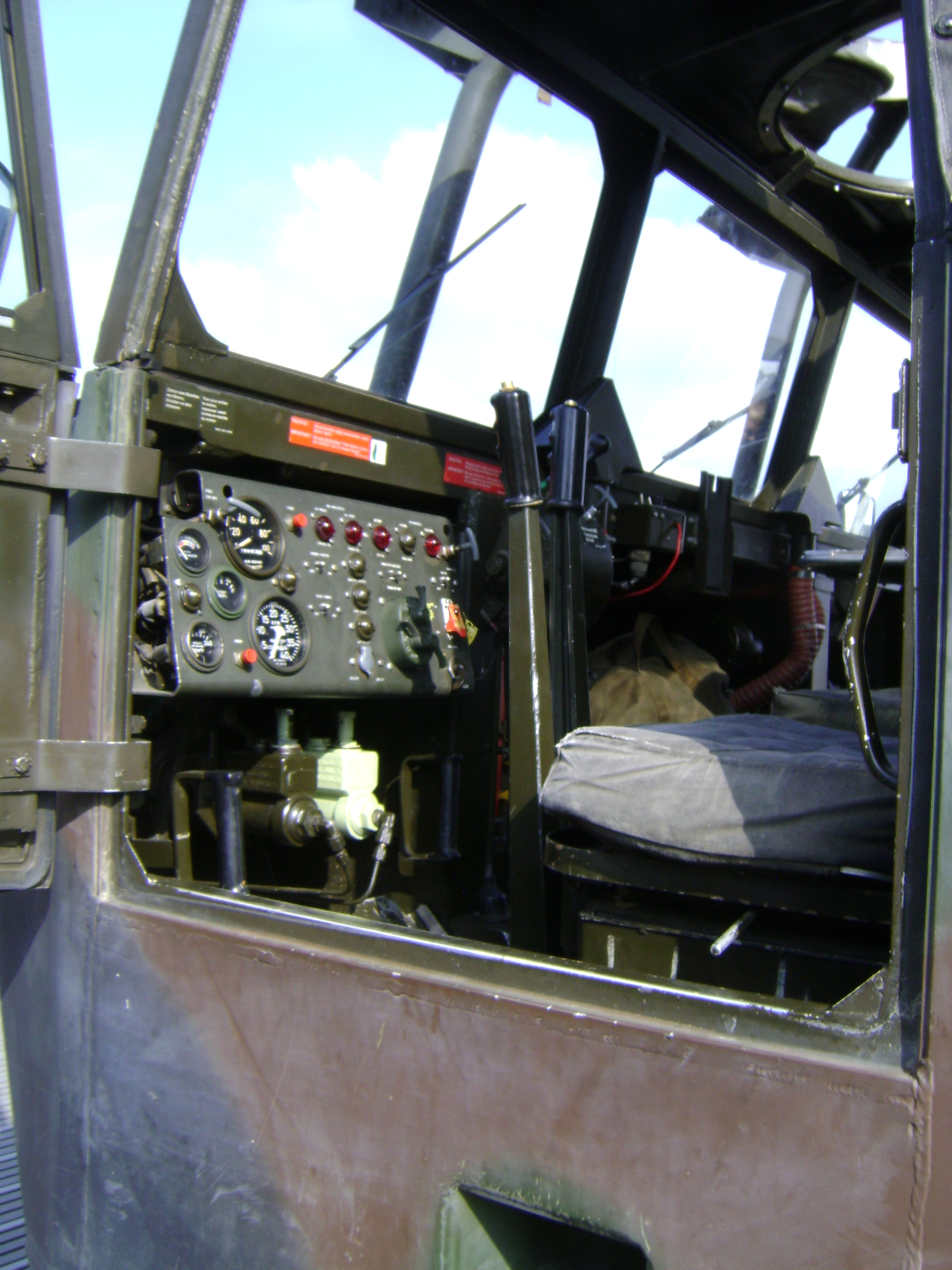
Cabine d'un M548 suisse.
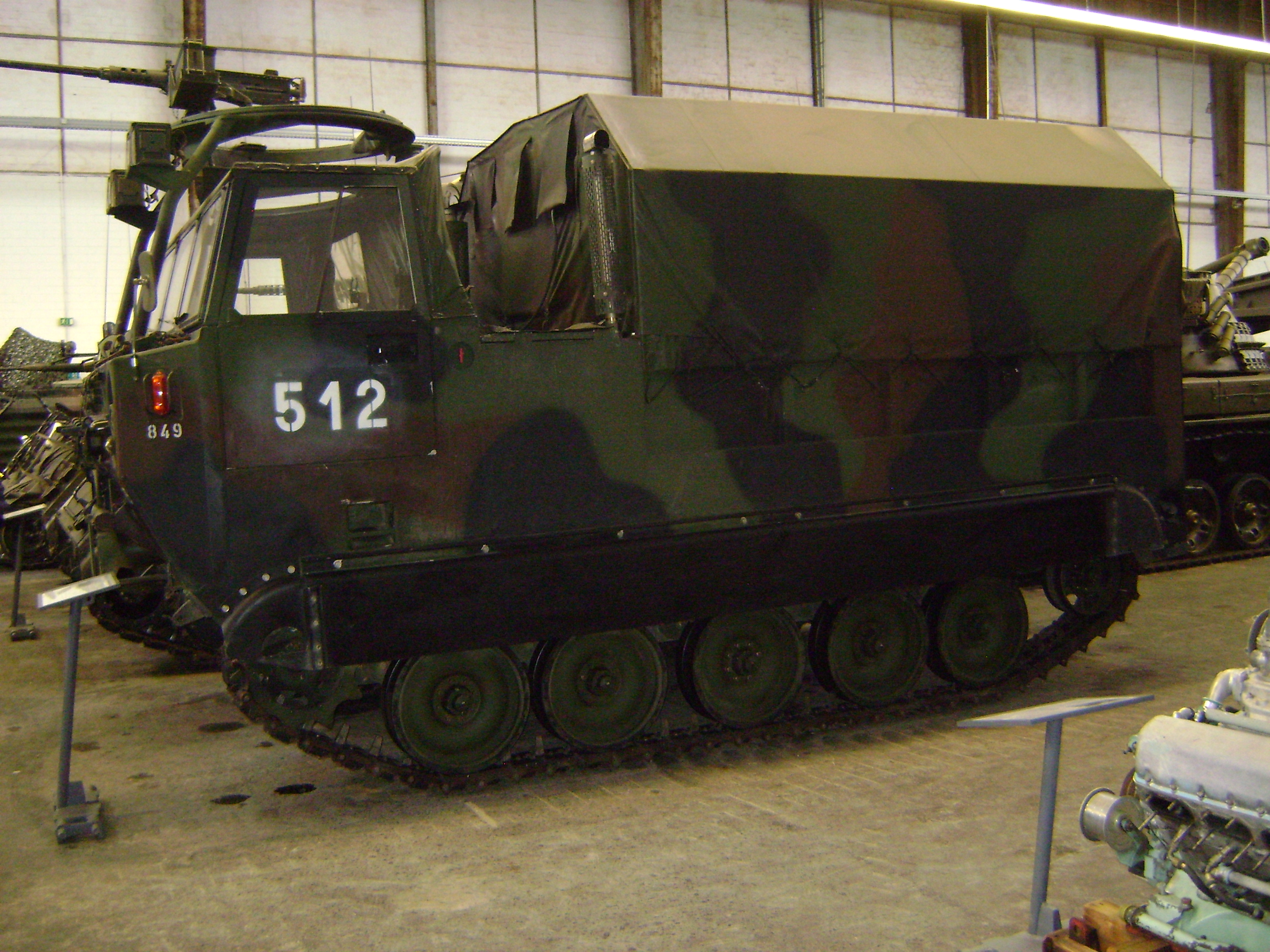
M548 suisse véhicule chenillé de transport 88.
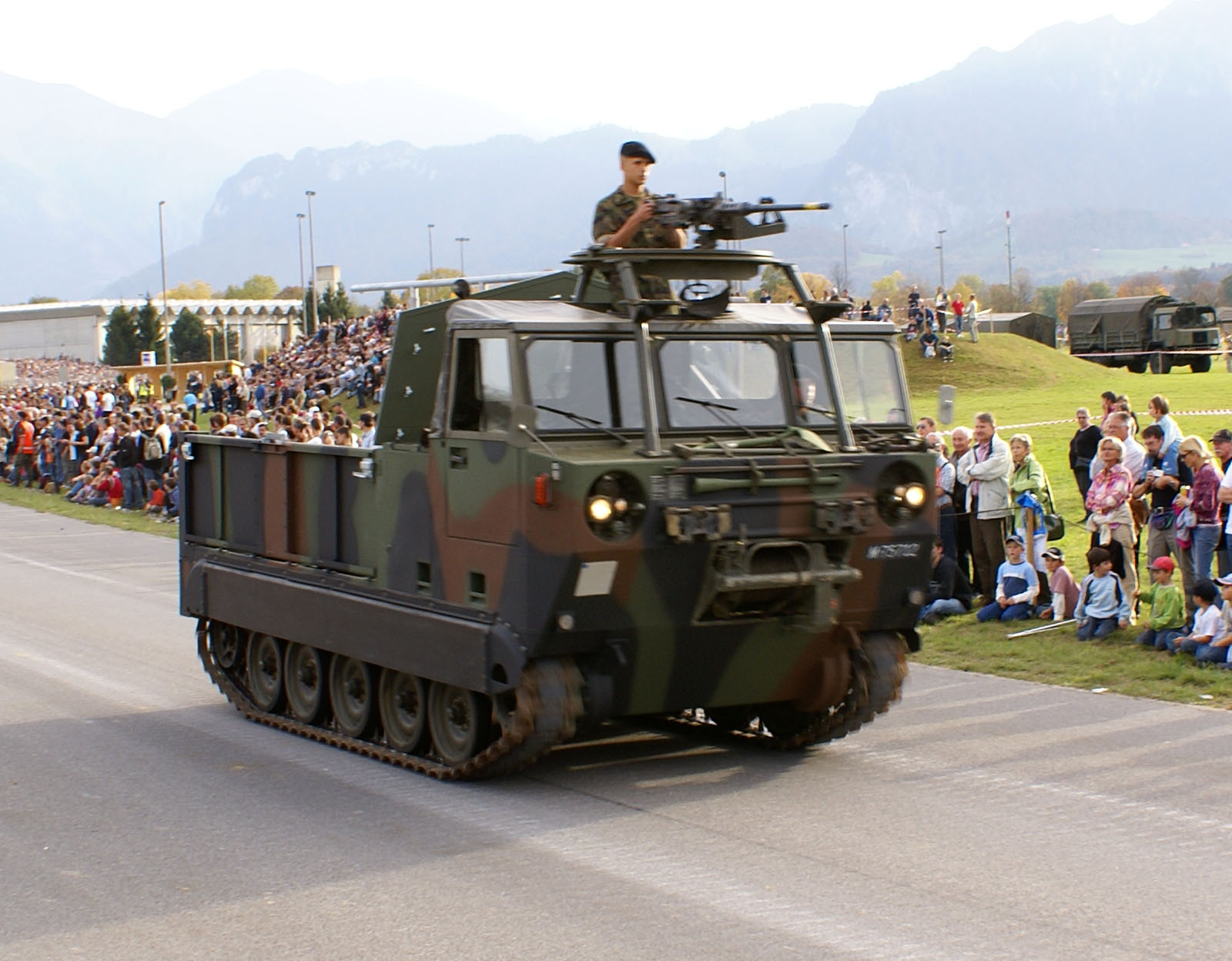
M548 véhicule chenillé de transport 68/05 de l'armée suisse.
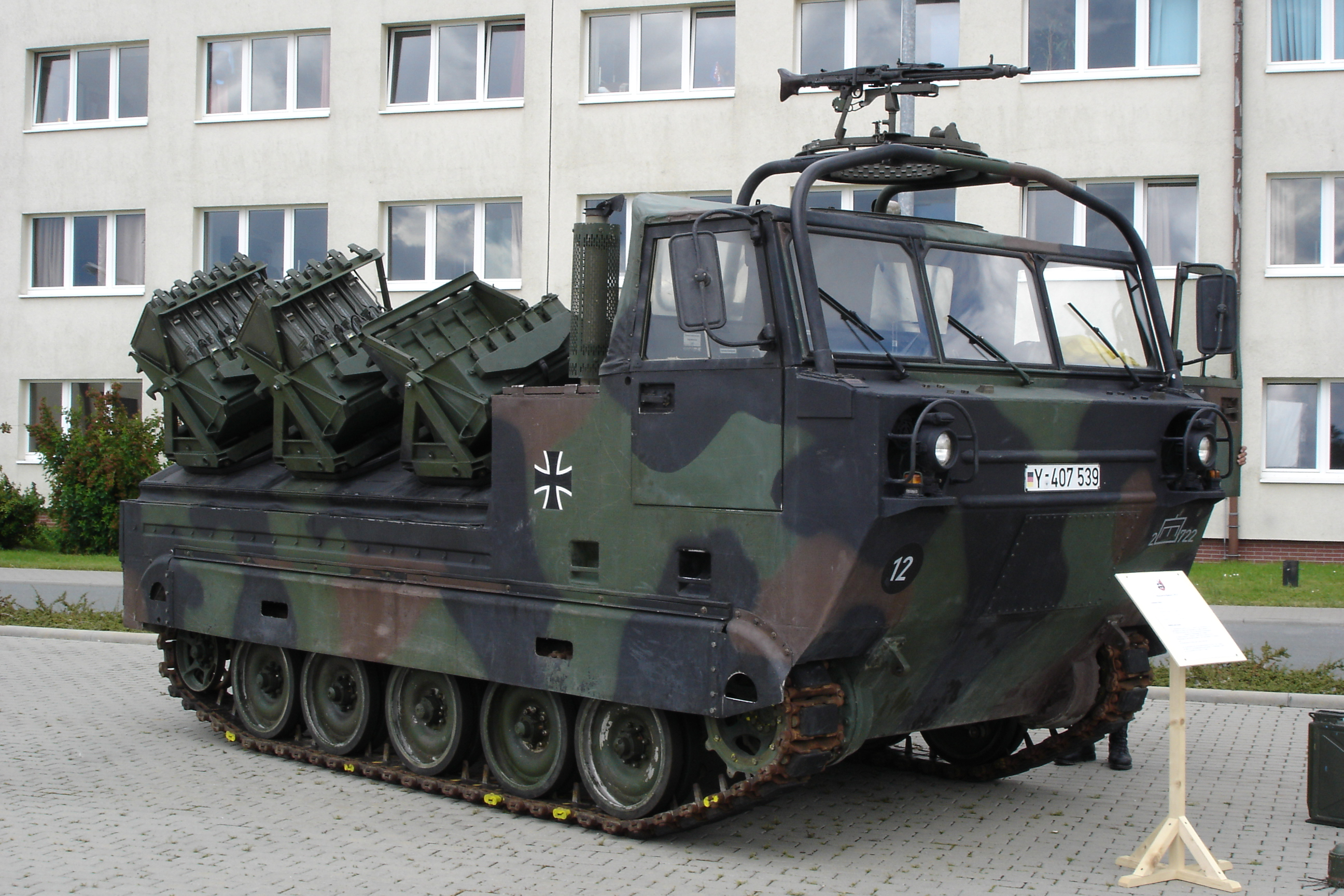
Poseur de champs de mines terrestres Skorpion allemand
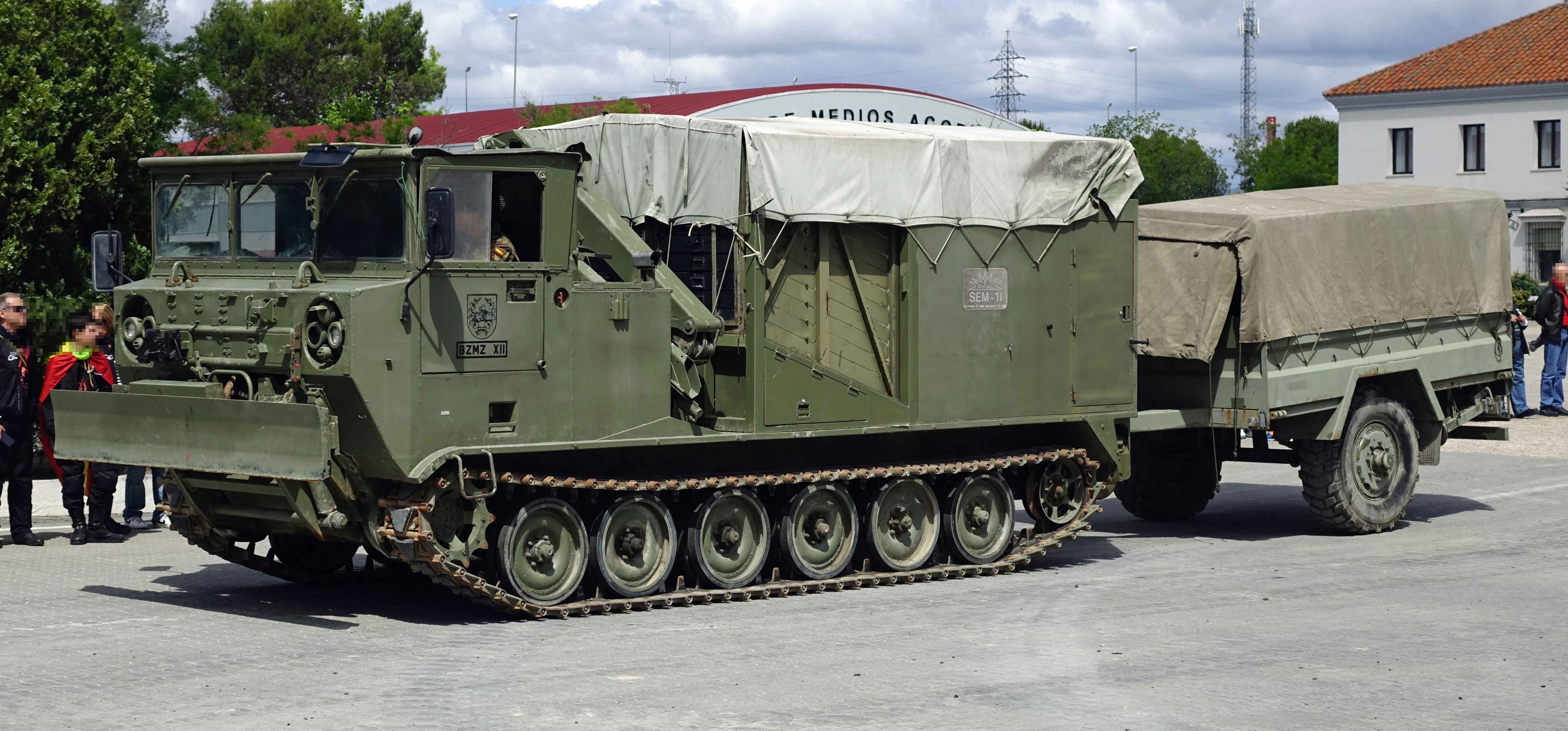
M548 de l'armée espagnole en version véhicule de minage

## Référence
1. ↑  (de) Raupentransportwagen, militaerfahrzeuge.ch.